# Sámuel Kálnoky
Sámuel Kálnoky (n. 1640 – d. 6 octombrie 1706, Viena) a fost un nobil maghiar din familia Kálnoky, care a îndeplinit funcția de cancelar aulic al Transilvaniei.